# راسل بوفالینو
راسل بوفالینو (انگلیسی: Russell Bufalino؛ ۲۵ سپتامبر ۱۹۰۳ – ۲۵ فوریهٔ ۱۹۹۴) گانگستر آمریکایی زاده ایتالیا بود. بوفالینو از رهبران مافیای آمریکایی بود و از سال ۱۹۵۹ تا ۱۹۸۹ بر خانواده تبهکار بوفالینو حکمرانی می‌کرد. او در سال ۱۹۰۳ در سیسیل متولد شد بعد از ممنوعیت الکل در آمریکا در سال ۱۹۱۹، بوفالینو شروع به قاچاق مشروبات الکلی کرد و بدین نحو در دنیای جرم و جنایت پیشرفت کرد.
اولین حضور بوفالینو در فرهنگ عامه در فیلم مرد ایرلندی اکران ۲۰۱۹ به کارگردانی مارتین اسکورسیزی و بازی جو پشی است.

## سال‌های اولیه
بوفالینو در ۲۹ اکتبر ۱۹۰۳ در مونتِدورو، سیسیل، از آنجلو بوفالینو و کریستینا بوکولِری به دنیا آمد. در ۹ ژوئیه ۱۹۰۳، پدرش به ایالات متحده مهاجرت کرد و در پیتستون، پنسیلوانیا ساکن شد و به عنوان معدنچی زغال‌سنگ کار کرد. بوفالینو همراه با مادر و خواهر و برادرهایش در دسامبر ۱۹۰۳ از بندر نیویورک وارد ایالات متحده شد. چند ماه بعد، پدر بوفالینو در یک حادثه معدن جان باخت و خانواده‌اش به سیسیل بازگشتند. بوفالینو در ژانویه ۱۹۰۶ دوباره به آمریکا مهاجرت کرد. پس از مرگ مادرش در سال ۱۹۱۰، بار دیگر به سیسیل بازگشت. او در فوریه ۱۹۱۴ مجدداً به ایالات متحده آمد و این بار در پیتستون ساکن شد.  
در سن ۱۴ سالگی، بوفالینو به بوفالو، نیویورک نقل مکان کرد و در دوران نوجوانی به جرایم سازمان‌یافته روی آورد. در ۹ اوت ۱۹۲۸، با کارولین "کَری" شیاندرا ازدواج کرد که خود از یک خانواده مافیایی سیسیلی بود. بوفالینو با بسیاری از گانگسترهای بوفالو همکاری داشت، برخی از آن‌ها بعدها به رهبران ارشد خانواده جنایت بوفالو و دیگر خانواده‌های کوستا نوسترا در سواحل شرقی آمریکا تبدیل شدند. این روابط در دوران فعالیت جنایی او بسیار مفید واقع شد. پیوندهای خانوادگی و قومی برای جنایتکاران سیسیلی-آمریکایی اهمیت زیادی داشت؛ آن‌ها یک شبکه حمایتی قوی و مخفی ایجاد می‌کردند که افراد خارجی یا مجریان قانون نمی‌توانستند به آن نفوذ کنند. یکی از دوستی‌های مهم او با اولین رئیس‌اش، جان سی. مونتانا، که او نیز اهل مونتِدورو بود، شکل گرفت.  
در اوایل دهه ۱۹۲۰، بوفالینو با جوزف باربارا، قاچاقچی دیگر نیویورکی در اِندی‌کات، همکاری کرد. بوفالینو سپس در سال ۱۹۴۰ به کینگستون، پنسیلوانیا نقل مکان کرد. خانواده جنایت شمال شرقی پنسیلوانیا فعالیت‌های جنایت سازمان‌یافته در پیتستون، اسکرانتون، ویلکس-بار و مناطق نیویورک را کنترل می‌کرد.  
در اوایل دهه ۱۹۵۰، خدمات مهاجرت و تابعیت چندین بار تلاش کرد بوفالینو را اخراج کند، اما موفق نشد چون دولت ایتالیا از پذیرش او خودداری کرد.

## نشست آپالاچین
در سال ۱۹۵۷، ویتو جنووزه پس از به دست گرفتن کنترل خانواده جنایت لوچیانو از فرانک کوستلو، تصمیم گرفت با برگزاری یک نشست ملی کوستا نوسترا، قدرت جدید خود را رسمیت بخشد. جنووزه، استفانو ماگادینو معروف به "تابوت‌ساز" — رئیس مافیای بوفالو و عضو کمیسیون — را انتخاب کرد، و او نیز جوزف باربارا (رئیس مافیای شمال شرق پنسیلوانیا) و روسلینو بوفالینو را مسئول هماهنگی تمامی ترتیبات این نشست کرد.  
در ۱۴ نوامبر ۱۹۵۷، مافیوزی‌های قدرتمند از ایالات متحده و ایتالیا در ملک باربارا در آپالاچینِ نیویورک گرد هم آمدند. یکی از موضوعات مورد بحث در این نشست، اوضاع کوبا بود، به‌ویژه منافع کوستا نوسترا در قمار و قاچاق مواد مخدر در این جزیره. تجارت بین‌المللی مواد مخدر نیز از دیگر موضوعات مهم این نشست بود. همچنین، منافع مافیا در صنعت پوشاک نیویورک — از جمله رباخواری از صاحبان کسب‌وکارها و کنترل حمل‌ونقل کامیون‌ها در مرکز صنعت پوشاک — از دیگر مباحث مطرح‌شده در این جلسه بود.  
مامور ایالتی محلی به نام ادگار دی. کروزول از توقف کارماین گالانته (یکی از چهره‌های مافیایی) توسط پلیس پس از بازدید از ملک باربارا در سال قبل مطلع بود. بررسی گالانته توسط پلیس نشان داد که او بدون گواهینامه رانندگی می‌کند و سابقه جنایی گسترده‌ای در نیویورک دارد. در روزهای منتهی به نشست نوامبر ۱۹۵۷، کروزول خانه باربارا را تحت نظر گرفته بود. او متوجه شد که پسر باربارا اتاق‌هایی در هتل‌های محلی رزرو کرده و مقدار زیادی گوشت از قصابی محل به خانه باربارا تحویل داده شده است. این موضوع شک او را برانگیخت و تصمیم گرفت بر خانه باربارا نظارت کند. وقتی پلیس ایالتی متوجه شد تعداد زیادی خودروی لوکس در ملک باربارا پارک شده‌اند، شماره پلاک‌ها را یادداشت کرد. پس از اینکه مشخص شد بسیاری از این خودروها به افراد شناخته‌شده جنایتکار تعلق دارند، نیروهای کمکی پلیس وارد عمل شدند و راهبندی برپا کردند.  
به‌محض شروع جلسه، بارتولو گوچیا — یکی از کارمندان باربارا و اهل کاستلاماره دل گولفو — هنگام ترک ملک متوجه راهبندی پلیس شد. گوچیا بعدها ادعا کرد که برای پیگیری سفارش ماهی به خانه باربارا بازگشته است. برخی از شرکت‌کنندگان سعی کردند با خودرو فرار کنند، اما در راهبندی متوقف شدند. برخی دیگر از میان مزارع و جنگل‌ها فرار کردند و لباس‌های گرانقیمتشان را خراب کردند تا اینکه دستگیر شدند. بسیاری از مافیوزی‌ها از طریق جنگل‌های اطراف ملک باربارا گریختند.  
پلیس خودرویی را که بوفالینو آن را می‌راند و حامل جنووزه و سه مرد دیگر بود، در راهبندی متوقف کرد. بوفالینو ادعا کرد برای ملاقاتی دوست بیمارش، باربارا، به آنجا آمده است. تمام دستگیرشدگان به پرداخت جریمه نقدی (تا سقف ۱۰,۰۰۰ دلار برای هر نفر) و تحمل حبس از سه تا پنج سال محکوم شدند، اما تمامی این احکام در سال ۱۹۶۰ در مرحله تجدیدنظر لغو شد.

## سال‌های پایانی و زندان
پس از مرگ جوزف باربارا در ژوئن ۱۹۵۹، «کمیسیون» رسماً روسلینو بوفالینو را به عنوان رئیس خانواده جنایت به رسمیت شناخت.  
در سال ۱۹۷۲، پس از اینکه آل مارتینو (خواننده مشهور) نقش «جانی فونتن» در فیلم پدرخوانده را از دست داد و این نقش به ویک دامون داده شد، مارتینو به سراغ بوفالینو — پدرخوانده‌اش — رفت. بوفالینو دستور انتشار مقالاتی را داد که ادعا می‌کرد فرانسیس فورد کوپولا (کارگردان فیلم) از توافق آلبرت اس. رودی (تهیه‌کننده) با مارتینو برای ایفای این نقش بی‌خبر بوده است. دامون در نهایت به دلیل دستمزد کم و ترس از درگیری با مافیا، از این نقش انصراف داد و در نهایت، نقش جانی فونتن به مارتینو بازگردانده شد.  
در ۲۰ آوریل ۱۹۷۳، بوفالینو در یک کلاب شبانه در اسکرانتون طی عملیات اف‌بی‌آی دستگیر شد و به اتهاماتی از جمله اختلال در تجارت بین‌ایالتی، obstruction of justice (ممانعت از اجرای عدالت)، قمار و حمل کالای دزدی بازداشت شد، اما با وثیقه ۵۰,۰۰۰ دلاری آزاد شد.  
در سال ۱۹۷۷، بوفالینو به اتهام اخاذی تحت تعقیب قرار گرفت، پس از اینکه جک ناپولی (یکی از شاهدان تحت حمایت برنامه حفاظت از شاهدان) شهادت داد که بوفالینو او را به دلیل عدم پرداخت بدهی ۲۵,۰۰۰ دلاری به یک جواهرفروش در نیویورک تهدید به مرگ کرده است. پس از این اتهام، بوفالینو برای کاهش احتمال اتهامات بیشتر، ادوارد شیاندرا (یکی از کاپورژیم‌های خانواده) را به عنوان رئیس موقت منصوب کرد و خود را از مدیریت روزمره خانواده کنار کشید. در ۸ اوت ۱۹۷۸، بوفالینو به دلیل نقشش در پرونده اخاذی به چهار سال زندان محکوم شد و نزدیک به سه سال را در زندان گذراند.  
او در مه ۱۹۸۱ آزاد شد، اما بار دیگر و این بار به اتهام توطئه برای قتل ناپولی تحت تعقیب قرار گرفت. جیمی فراتیانو (شاهد اصلی دادگاه) ادعا کرد که بوفالینو در سال ۱۹۷۶ از او و مایکل ریتزیلو خواسته تا ناپولی را به قتل برسانند. در نوامبر ۱۹۸۱، بوفالینو به ۱۰ سال حبس محکوم شد و در زندان فدرال لوون‌ورث (Leavenworth) زندانی شد.

## افول و مرگ
با بازداشت مجدد بوفالینو و تحت تعقیب قرار گرفتن خانواده توسط مقامات فدرال، قدرت این سازمان جنایی رو به افول گذاشت. در سال ۱۹۸۹، بوفالینو از زندان آزاد شد و کنترل باقیمانده عملیات خانواده جنایت شمال شرقی پنسیلوانیا به بیلی دِلیا سپرده شد.  
در ۲۵ فوریه ۱۹۹۴، روسلینو بوفالینو در سن ۹۰ سالگی بر اثر مرگ طبیعی در بیمارستان مموریال شهر کینگستونِ پنسیلوانیا درگذشت. او در گورستان دنیسون در سوویرزویلِ پنسیلوانیا به خاک سپرده شد.

## در فرهنگ عامه
بوفالینو توسط جو پشی در فیلم «ایرلندی» (۲۰۱۹) به کارگردانی مارتین اسکورسیزی به تصویر کشیده شد. پشی برای این نقش نامزد جایزه اسکار بهترین بازیگر نقش مکمل مرد شد.  
همچنین کتاب «پدرخوانده خاموش: داستان واقعی راسل بوفالینو، سلطان مافیا» نوشته مت برکبک در اکتبر ۲۰۱۴ توسط انتشارات برکلی بوکز منتشر شده است. این کتاب به بررسی زندگی و تأثیرات بوفالینو به عنوان یکی از چهره‌های مرموز و قدرتمند مافیای آمریکا می‌پردازد.  
فیلم «ایرلندی» با تمرکز بر روابط بوفالینو با فرانک شیران (با بازی رابرت دنیرو) و جیمی هوفا (با بازی آل پاچینو)، بخشی از نقش کلیدی او در تاریخ جنایت سازمان‌یافته آمریکا را به تصویر می‌کشد.